# Baureihe 215
De Baureihe 215 was een diesellocomotief van de Deutsche Bundesbahn en later de Deutsche Bahn AG voor licht reizigers- en goederenvervoer. Tussen 1968 en 1971 werden er door een consortium van vier fabrikanten in totaal 150 gebouwd, genummerd 215.001-150.
Deze locomotief behoort tot de V160 familie. Andere locomotieven uit deze familie zijn de Baureihe 216 (de oorspronkelijke V160), de Baureihe 210, Baureihe 217 en Baureihe 218.
DB Schenker Rail nam tussen 2001 en 2003 68 van deze machines over. De overgenomen locomotieven werden omgenummerd in de serie Baureihe 225. In 2003 nam DB Autozug GmbH 18 locomotieven over, waarvan er vier als pluklocomotief voor reserveonderdelen achter de hand werden gehouden, en er 14 in dienst kwamen. De machines die in dienst kwamen werden genummerd in de serie 215.901-914.

## Weblinks
- (de)  De V 160
- (de)  De V-160-Familie

## Foto’s

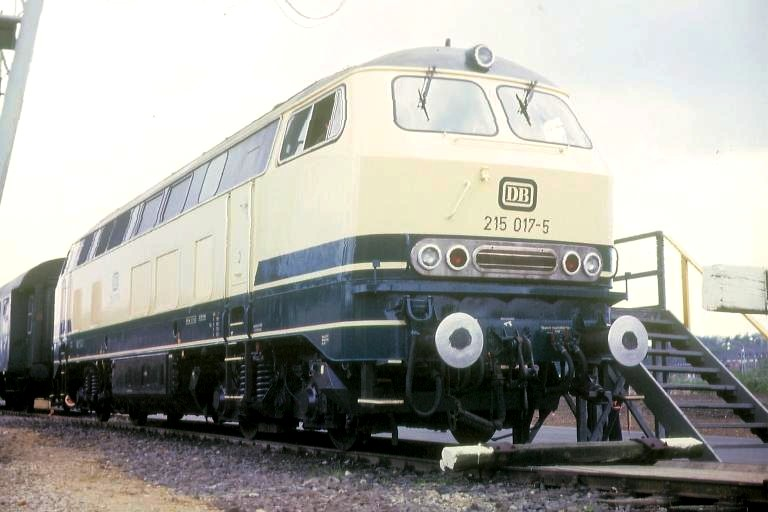
215 017 in oceaanblauw/beige
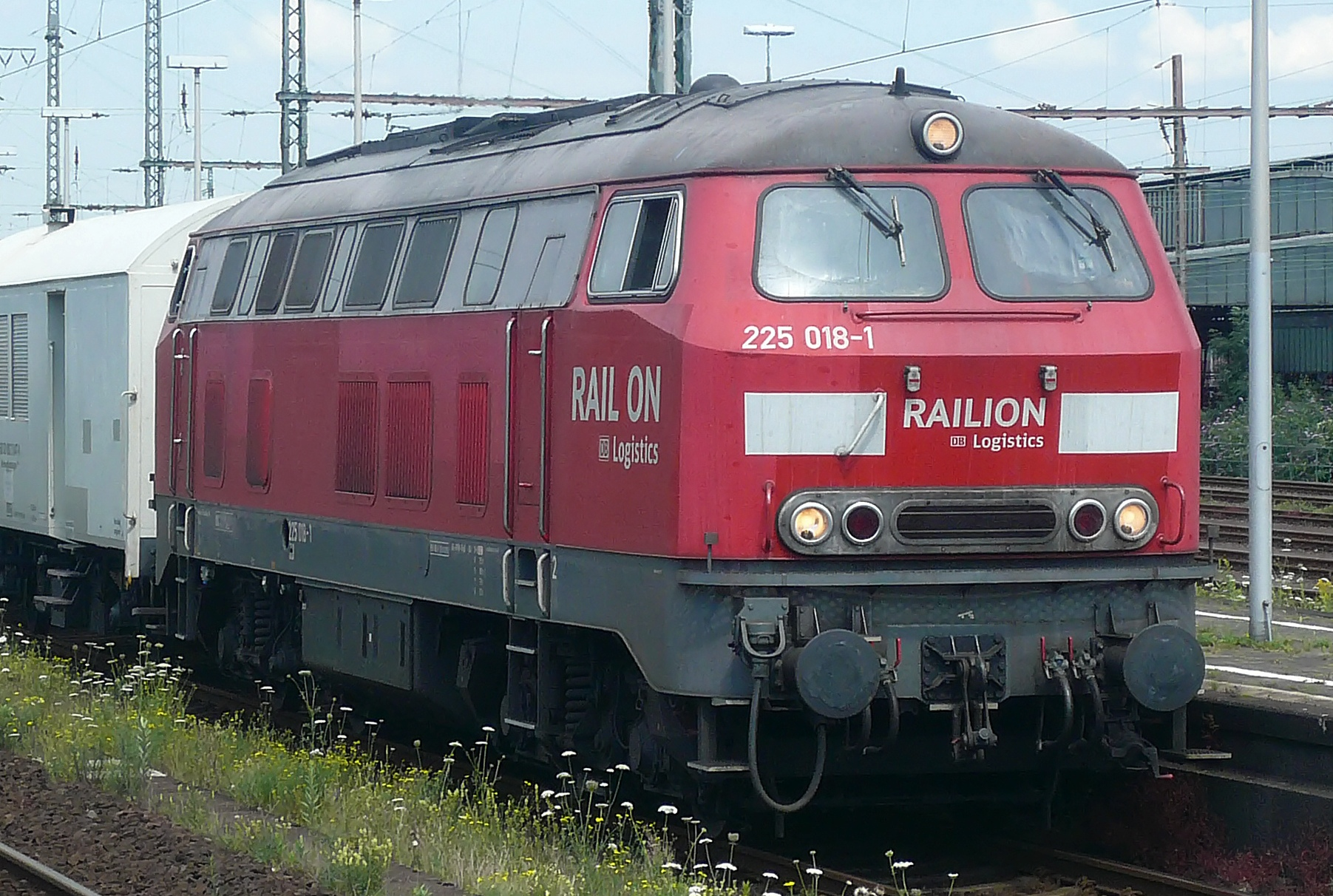
Railion 225 018-1
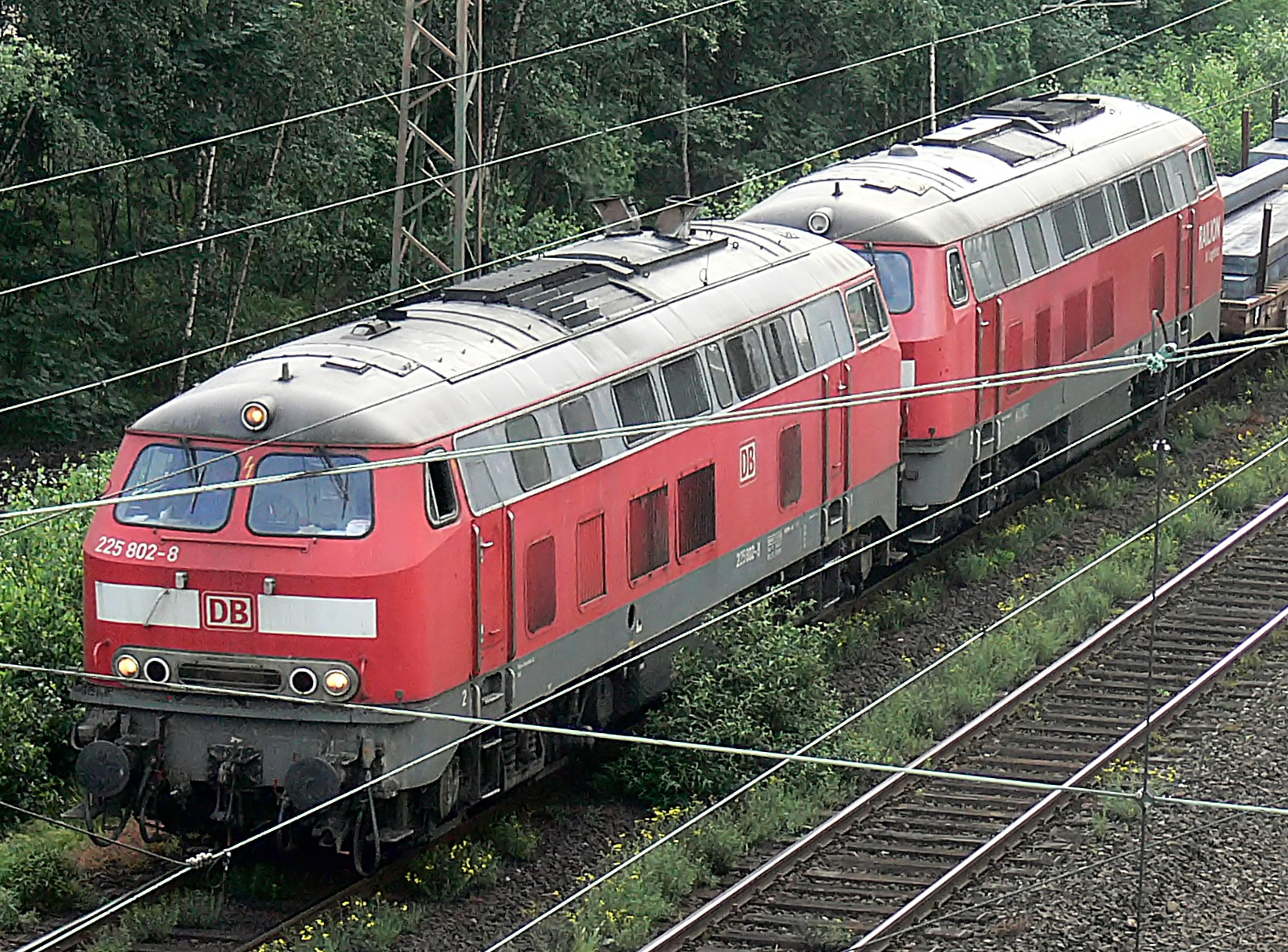
DB 225 802-8

In dit overzicht staan eveneens treinen van de Deutsche Bundesbahn (DB) en van de Deutsche Reichsbahn (DR)